# Râul Mlăcile
Râul Mlăcile este un curs de apă, primul afluent de stânga al râului Șes, care este primul afluent de stânga al Râului Mare, un afluent al râului Strei.